# Friedrich Kalkbrenner
Friedrich Wilhelm Kalkbrenner (7 de noviembre de 1784-10 de junio de 1849) fue un pianista y compositor alemán.
Hijo de Christian Kalkbrenner (1755-1806), un músico judío de Kassel, Friedrich fue educado en el Conservatorio de París y pronto comenzó a actuar en público. Entre 1814 y 1823 fue muy afamado como pianista brillante y exitoso profesor en Londres. Después se estableció en París, muriendo en la cercana Enghien.
Como profesor, Kalkbrenner desarrolló una técnica pianística que permitía mantener la fuerza del músico en los dedos y las manos, en lugar del antebrazo. Esta técnica fue usada por su alumno Camille Stamaty, que enseñó a su vez a Camille Saint-Saëns, este último se refirió a la técnica pianistica de Kalkbrenner como muy buena para composiciones de estilo clavecinista, Mozartiano y su propio estilo que requerían elegancia y gracia, pero para las composiciones nuevas como las de estilo de bravura de Franz Liszt esa mecánica era anticuada.
Se convirtió en miembro de la firma fabricante de pianos de París de Pleyel & Co. e hizo una fortuna por su combinación de arte y negocios. Sus numerosas composiciones son hoy menos recordadas que su libro de instrucción, con estudios, que ha sido desde entonces muy popular entre los pianistas. Entre sus composiciones podemos citar la Fantasia op 68, las sonatas Op 56 dedicada Haydn, la Sonata Brillante Op 177 dedicada a Thalberg, las variaciones Op 120, Nocturnos Op 121 Y La Introduccion y Polonesa brillante Op 141 todas obras donde claramente se ve su estilo que es una mezcla de elementos clásicos con elementos puramente románticos, de hecho él se consideraba el último de los compositores clásicos por haber estado en contacto con músicos como Haydn y Beethoven.
El pianista y compositor polaco Frédéric Chopin le dedicó su Concierto para piano No.1 en mi menor Op. 11, el cual muestra similitudes técnicas con el Concierto para piano Op. 61 en re menor de Kalkbrenner. En el primer movimiento de ambos conciertos, por ejemplo, el piano entra de manera fuerte y aplastante, hace una corta presentación virtuosa y luego luce el tema central en una forma más tranquila y sentimental con una mano izquierda insistente; también llama la atención que en ambos conciertos la orquesta tenga una breve participación justo antes de que el piano muestre el tema central, en este punto era costumbre de la época que el instrumento sea el principal protagonista dando la impresion de que la orquestación sea menos rica pero era algo hecho a propósito y no un defecto. Algo similar ocurría con las óperas de Vicenzo Bellini donde la voz era la principal protagonista. Kalkbrenner a su vez dedicó a Chopin unas variaciones con el Op 120 basado en su célebre Mazurka Op 7 No 1 en si bemol.